# Mount Overlord
Der Mount Overlord ist ein erloschener Schichtvulkan im Viktorialand in der Antarktis.

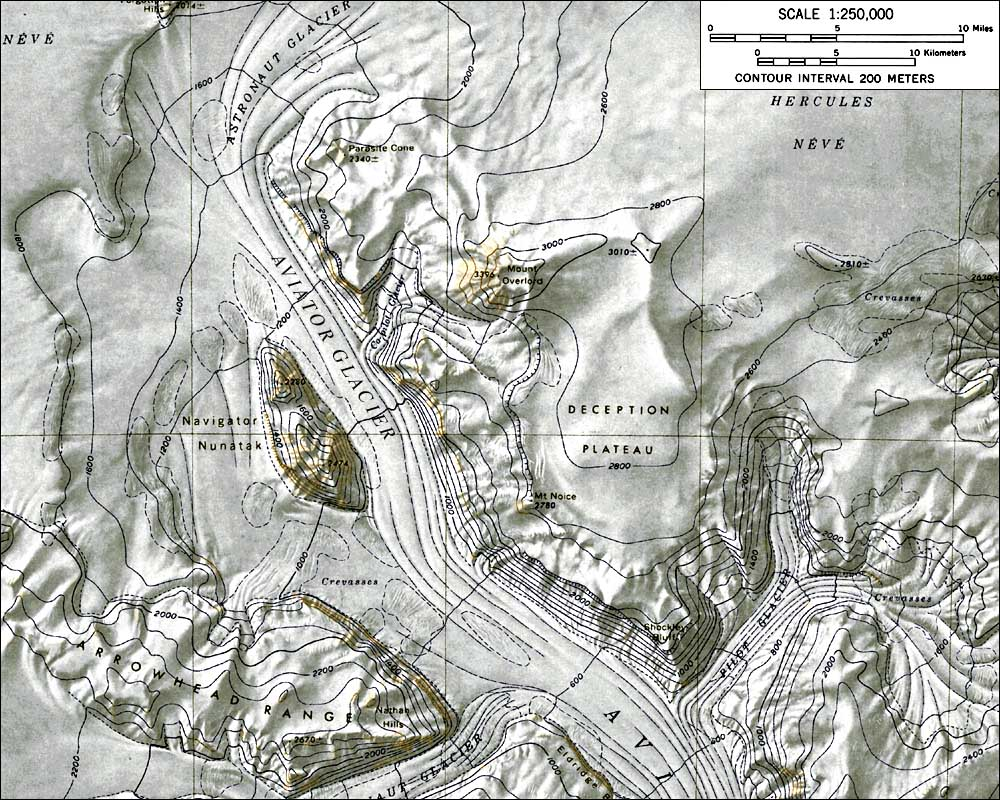
Topografische Karte vom Mount Overlord (Maßstab 1:250.000)

Der sehr weit ausgedehnte, 3396 hohe Berg liegt an der Grenze des Deception-Plateaus und genau östlich des oberen Endes des Aviator-Gletschers. Sein Gipfel wird von einer knapp 2 km weiten Caldera eingenommen. Die Gesteine des Berges wurden auf ein Alter von ungefähr 7 Mio. Jahren datiert; der Vulkan gilt daher als wahrscheinlich seit Langem erloschen. Mount Overlord wurde von der nördlichen Teilgruppe einer von 1962 bis 1963 durchgeführten Kampagne im Rahmen der New Zealand Geological Survey Antarctic Expedition so bezeichnet, weil er die übrigen, niedrigeren Berge seiner Umgebung „beherrschte“ (englisch overlord – Oberherr).